# Вернанте
Вернанте (итал. Vernante) — коммуна в Италии, располагается в регионе Пьемонт, в провинции Кунео.
Население составляет 1287 человек (2008 г.), плотность населения составляет 21 чел./км². Занимает площадь 61 км². Почтовый индекс — 12019. Телефонный код — 0171.
Покровителем коммуны почитается святой Николай, празднование на Фомино воскресенье.

## Демография
Динамика населения:

## Администрация коммуны
- Официальный сайт: http://www.comune.vernante.cn.it